# Dilleniidae
Dilleniidae Takht., 1993 è  una sottoclasse di angiosperme della classe Magnoliopsida. All'interno di questo taxon troviamo piante sia polipetale che simpetale con stami isomeri.
Presentano un insieme di caratteri primitivi (molti) e caratteri più evoluti, come ad esempio la presenza della sincarpia.

## Tassonomia
La sua precisa definizione varia a seconda del sistema di classificazione utilizzato. Secondo il sistema classificativo di Cronquist del 1981, la sottoclasse delle Dillenide comprende i seguenti ordini:
- Ordine Dilleniales
- Ordine Theales
- Ordine Malvales
- Ordine Lecythidales
- Ordine Nepenthales
- Ordine Violales
- Ordine Salicales
- Ordine Capparales
- Ordine Batales
- Ordine Ericales
- Ordine Diapensiales
- Ordine Ebenales
- Ordine Primulales

I recenti studi molecolari hanno dimostrato che questo gruppo è polifiletico. Gli ordini formalmente compresi nella sottoclasse delle Dillenidae sono stati assegnati nella classificazione filogenetica (che non attribuisce nomi formali alle categorie tassonomiche superiori all'ordine) ai cladi asteridi e rosidi.